# Відрадне (Бахчисарайський район)
Відра́дне (до 1945 року — Ханишко́й, крим. Hanışköy) — село в Україні, у Бахчисарайському районі Автономної Республіки Крим. Підпорядковане Каштанівській сільській раді. Розташоване на півночі району.
Відстань від райцентру до населеного пункта становить 16 кілометрів по прямій.

## Релігія
У селі кримські татари будують мечеть.